# Malpighia coccigera
Malpighia coccigera es una especie de plantas pertenecientes a la familia Malpighiaceae, nativas de las Antillas. Es comúnmente conocido como «acebo enano» debido a la forma de sus hojas, pero no es un verdadero acebo (género Ilex). Sus flores blancas son seguidas por bayas rojas que son técnicamente una drupa. Los frutos son preferidos por aves que dispersan las semillas a través de los excrementos. Se cultiva como planta ornamental y de uso frecuente para hacer bonsáis.

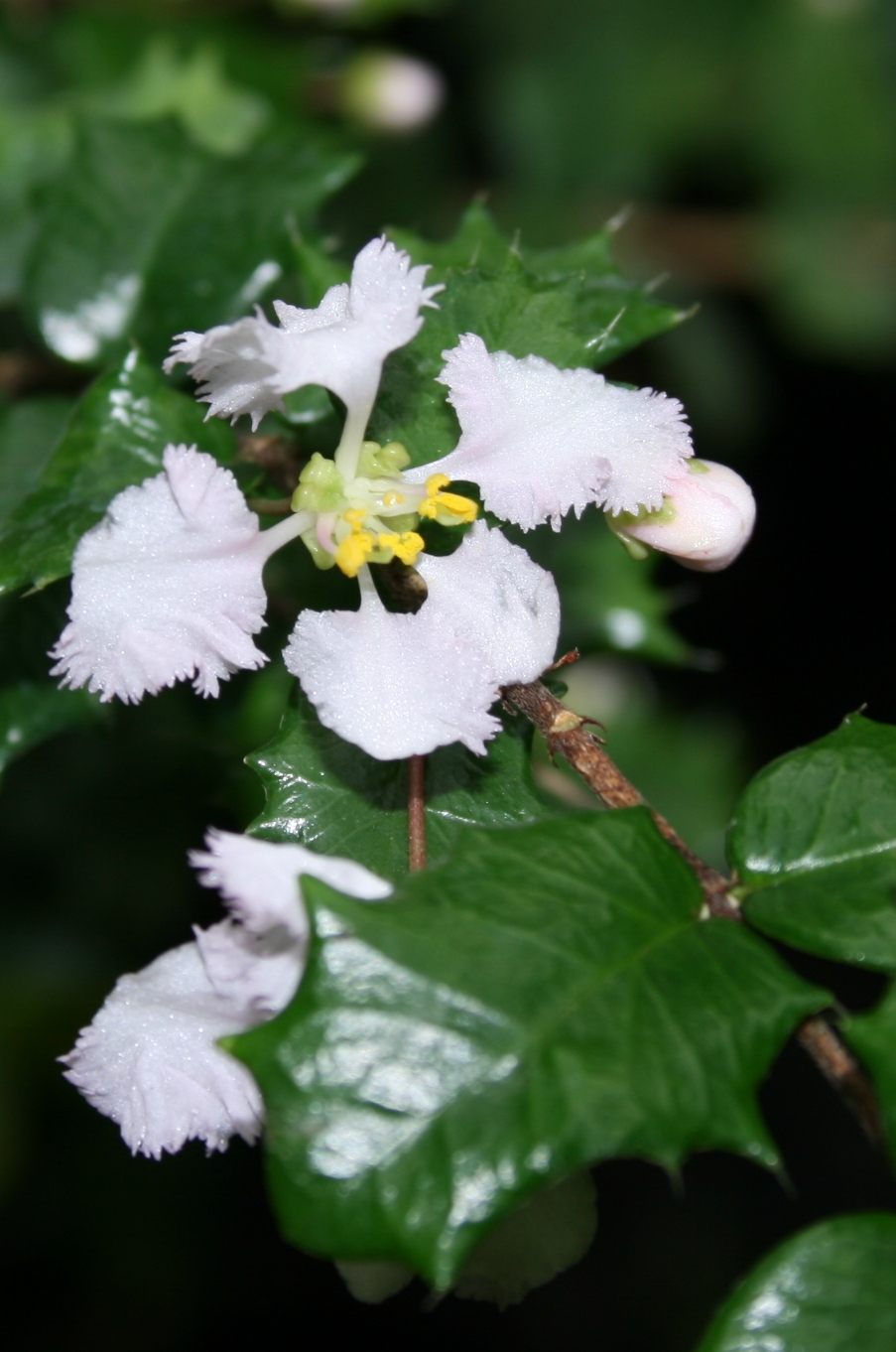
Detalle de las flores

## Taxonomía
Malpighia coccigera fue descrito por Carlos Linneo y publicado en Species Plantarum 1: 426–427. 1753.
Sinónimos
- Malpighia coccifera Reichard
- Malpighia coccigera var. coccigrya (L.) Nied.
- Malpighia coccigera var. microphylla Nied.
- Malpighia coccigrya L.
- Malpighia heranthera Wright ex Niedenzu
- Malpighia heteranthera R. Wight III
- Malpighia heteranthera Wright ex Niedenzu
- Malpighia variifolia Turcz.[2]